# Mission (Verwaltungseinheit der Kirche Jesu Christi der Heiligen der letzten Tage)
Eine Mission der Kirche Jesu Christi der Heiligen der Letzten Tage ist eine geographische abgegrenzte administrative Einheit der Kirche, der Missionare zugeteilt werden. Fast jedes Gebiet auf der Erde liegt innerhalb einer Mission der Kirche Jesu Christi der Heiligen der Letzten Tage, unabhängig davon, ob Missionare in dem Gebiet leben oder missionarischen Tätigkeiten nachgegangen wird. Mit Stand Dezember 2022 gab es 411 Missionen der Kirche.

## Administrativer Organisationsaufbau
Geographisch gesehen, kann eine Mission eine Stadt, eine Stadt und ihr Umland, ein Bundesland, einen Teilstaat oder eine Provinz, ein ganzes Land oder eine Reihe von Ländern umfassen. Typischerweise ist der Name der Mission der Name des Landes (oder in den USA des Bundesstaates), gefolgt vom Namen der Stadt, in der die zentrale Verwaltungsstelle, oft auch Missionsbüro genannt, ihren Sitz hat. Neue Missionare bekommen eine formelle Missionsberufung, die sie einer bestimmten Mission für einen Dienst von zwei Jahren oder achtzehn Monaten zuteilt. Jede Mission hat im Durchschnitt etwa 150 Missionare, die in ihrem Gebiet tätig sind.

### Missionspräsident

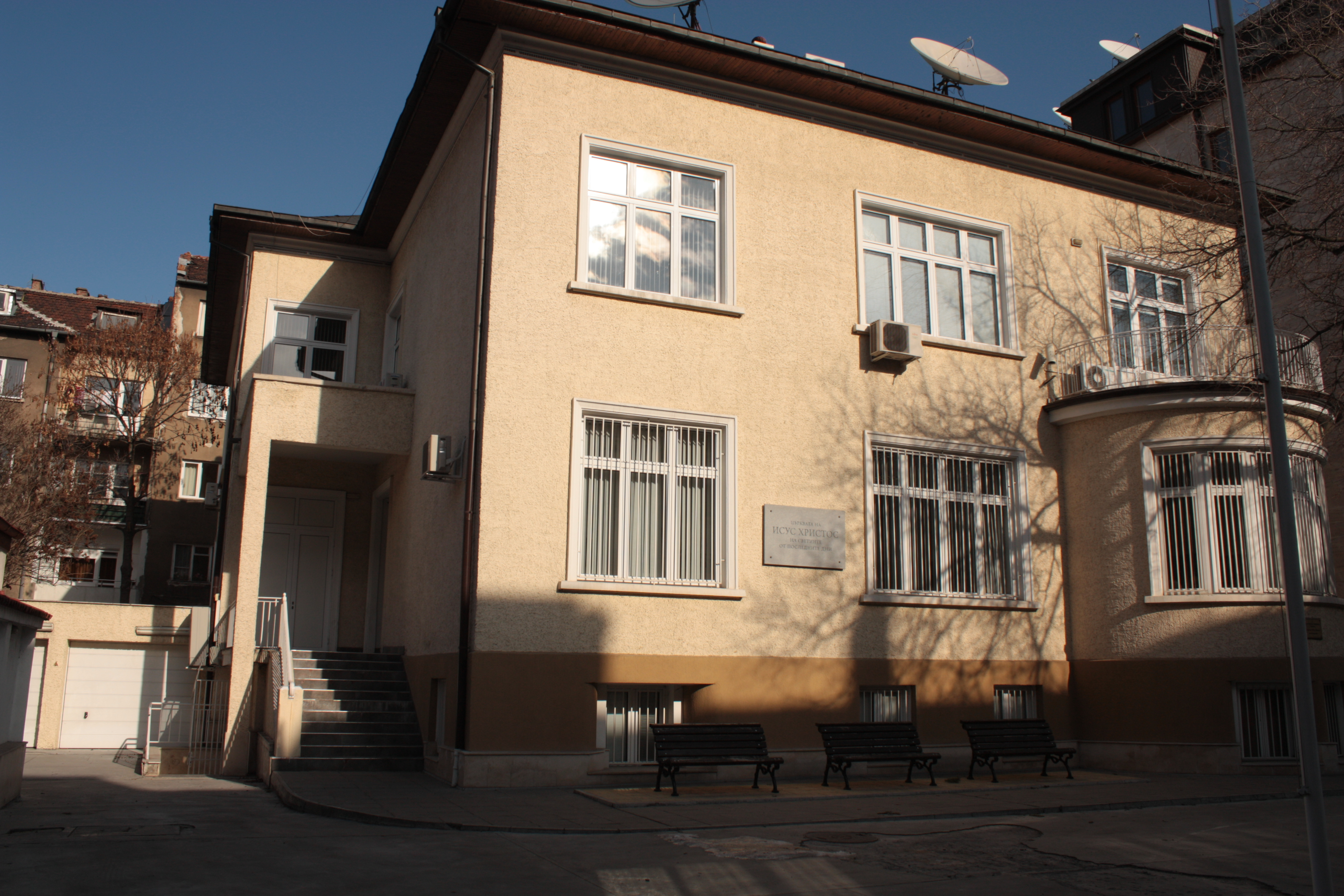
Das Missionsbüro der Bulgaria Sofia Mission. Das Missionsbüro ist der offizielle Sitz des Missionspräsidenten.

Alle Missionare arbeiten unter der Anleitung eines Missionspräsidenten, der wie alle Missionare der Kirche Jesu Christi der Heiligen der Letzten Tage berufen und zugeteilt wird. Der Missionspräsident muss ein verheirateter Hohepriester sein, der das sogenannte Melchisedekische Priestertum trägt; seine Frau wird berufen, um an seiner Seite zu wirken. 2013 wurde der Ehefrau des Missionspräsidenten eine noch stärkere Führungsrolle in der Mission übertragen.
Missionspräsidenten sind normalerweise mindestens 40 Jahre alt und verfügen normalerweise über die finanziellen Mittel, um sich vollzeitig für die nächsten drei Jahre ihren Verpflichtungen zu widmen. Die Kirche gibt Missionspräsidenten eine Mindestsicherung, aber normalerweise muss diese durch eigene Mittel aufgestockt werden. In der Regel muss der Missionspräsident genauso wie alle Missionare die lokale Sprache lernen, die im Missionsgebiet gesprochen wird. Allerdings waren viele Missionspräsidenten schon vorher als Missionare tätig oder die Missionssprache ist ihre jeweilige Muttersprache.
Der Missionspräsident hat mindestens zwei Ratgeber, die normalerweise auch Mitglieder der Kirche Jesu Christi der Heiligen der Letzten Tage sind und normalerweise aus dem Missionsgebiet stammen und diese Tätigkeit nur neben einer normalen beruflichen Tätigkeit ausüben. Die Rolle der Ratgeber variiert sehr stark, abhängig vom Missionsgebiet. In der Regel ist es ihre Aufgabe, eine Brücke zwischen dem Missionspräsidenten und den örtlichen Mitgliedern der Kirche zu bilden. In Gebieten, in denen die Kirche noch wenig etabliert ist, können ältere Männer gemeinsam mit ihren Frauen in Vollzeittätigkeit zu Ratgebern berufen werden.

### Missionsräte
Eine Versammlung der zu Führungsaufgaben berufenen Mitglieder der Mission wird einberufen, um die Führung der Mission zu organisieren. Vor April 2013 wurde dies oft als Zonenleiterrat bezeichnet, der aus dem Missionspräsident, dessen Assistenten und den Zonenleitern bestand. Im April 2013 wurde der Zonenleiterrat durch den Missionsrat ersetzt, dem die Ehefrau des Missionspräsidenten und leitende Missionarinnen angehören. Missionarinnen werden dadurch stärker in die Leitung der Missionen einbezogen.

### Organisation in einer Mission

#### Organisation in Gebieten mit Pfählen
Die Missionen sind in zwei parallelen Strukturen organisiert. Die erste ist die Organisation der Missionare. Es gibt zwei oder mehr Missionare, die als Assistenten des Präsidenten dienen (nicht zu verwechseln mit den Beratern in der Missionspräsidentschaft). Die Assistenten setzten die Anweisungen des Missionspräsidenten um und teilen je zwei Mitarbeiter (engl. Companionships also zwei Missionare) einem Arbeitsgebiet für die zu verrichtende Missionsarbeit zu. Außerdem sind sie für das Wohlergehen und die Aus- und Fortbildung der Missionare zuständig.
Die Mission ist in Zonen eingeteilt, die jeweils von einem oder mehreren Missionaren geleitet werden, die als Zonenleiter, also als Führungskraft für ein bestimmtes Gebiet tätig sind. In vielen Missionen bildet eine Mitarbeiterschaft von stets männlichen Ältesten die Zonenleitung. Es gibt aber auch Missionen, bei denen nur ein Ältester zum Zonenleiter berufen wird und sein Mitarbeiter keine besondere Führungsaufgaben hat. Die Zonen der Mission haben unterschiedliche Größe, auch die Anzahl der Missionare variiert.
Die Zonen sind in Distrikte unterteilt, die jeweils von einem Missionar als Distriktsleiter geführt werden. Ein Distrikt hat in der Regel zwei bis vier Companionships (engl. Mitarbeiterschaften). Die Zonenleiter und Distriktsleiter bilden die Missionare aus, führen Interviews und missionieren. Gewöhnlich dienen männliche Missionare als Assistenten, Zonenleiter und Distriktsleiter. In Missionen, Zonen und Distrikten, in denen nur Missionarinnen tätig sind, werden diese Aufgaben von den Missionarinnen wahrgenommen.
Jedes Missionarspaar ist für ein bestimmtes Gebiet zuständig. In diesem Gebiet predigen sie das Evangelium.
Die kirchliche Autoritätslinie (auch Ekklesiologie) einer Mission reicht vom Missionspräsidenten bis hin zu den Missionaren. Die Missionare unterstehen dem Missionspräsidenten direkt, im Gegensatz zum lokalen Zweigpräsidenten, Bischof oder Pfahlpräsidenten.

#### Organisation in Gebieten ohne Pfähle
Die Distrikte innerhalb einer Mission bestehen ausschließlich aus Zweigen. Nachdem die Anzahl der Mitglieder ausreichend gewachsen ist, können die Zweige in Gemeinden und der Distrikt in einen Pfahl umgewandelt werden. In der Regel wird dies erst dann geschehen, wenn es mindestens fünf in der Größe einer Gemeinde entsprechenden Zweige in einem Distrikt gibt. Sobald ein Distrikt zu einem Pfahl wird, ist der Missionspräsident nur noch für die missionierenden Missionare in der Region verantwortlich, nicht für die lokalen Mitglieder der Kirche.
Die LDS Church Mission mit dem kleinsten geografischen Gebiet (etwa 2,5 Hektar) ist die Utah Salt Lake Temple Square Mission, in der Missionare aus der ganzen Welt auf dem Temple Square dienen. Diese sind oft für Besucher aus ihren eigenen Heimatländern zuständig und dienen sowohl am Temple Square sowie zeitweise in einer anderen Mission in den Vereinigten Staaten. Nach dem Dienst in einer anderen Mission kehren sie für die letzten Monate ihres 18-monatigen Missionsdienstes zum Temple Square zurück. Nur weibliche Missionare und ältere, pensionierte Paare werden zur Temple Square Mission berufen.
Die Mission mit der größten geografischen Ausdehnung ist derzeit die Mikronesien Guam Mission. Der überwiegende Teil dieser Mission besteht jedoch aus einem Ozean. Die größte Mission in Bezug auf geografische Landmasse und Bevölkerung ist derzeit die China Hong Kong Mission, die fast die gesamte chinesische Landmasse und Bevölkerung umfasst. Außerhalb von Hongkong und Macau gibt es in China keine Missionare der Kirche. Vor ihrer Spaltung im November 2007 hat die Indien Bangalore Mission die größte Bevölkerungszahl, in der Missionierung gestattet war. Diese Mission erstreckte sich über ganz Indien und hat somit mehr als eine Milliarde Einwohner innerhalb ihrer Grenzen. Es ist unklar, ob die Mission von Neu-Delhi oder Bangalore jetzt als die Mission betrachtet werden kann, die mehr Einwohner umfasst, da die Mission von Neu-Delhi auch Nepal, Bangladesch und Pakistan sowie Nordindien abdeckt und außerhalb von Nordindien wenig formelle Missionsarbeit erlaubt ist.
Auch auf russischem Staatsgebiet befinden sich Missionen mit großen Ausdehnungen. In der Russland Novosibirsk Mission ist es möglich, eine 42-Stunden-Zugfahrt zurücklegen zu müssen, um in die Stadt Novosibirsk zu kommen, wenn man innerhalb der Missionsgrenzen reist.

### Besondere Sprachzuteilungen innerhalb von Missionen
Missionare werden manchmal in einer Mission berufen, ohne der Standard-Sprachzuteilung zu folgen. Beispiel sind: Kentucky Louisville, mit spanischer Sprachzuteilung; California Anaheim, mit vietnamesischer Sprachzuteilung; Canada Vancouver, mit mandarin-chinesischer Sprachzuteilung; Illinois Chicago, mit polnischer Sprachzuteilung.

### Zentrale Kirchenstruktur
Die Arbeit der Missionen wird vom Missionsausschuss überwacht, der sich aus der Ersten Präsidentschaft und dem Kollegium der Zwölf Apostel zusammensetzt. Ein Großteil der eigentlichen Arbeit der Leitung der Missionen wird an den Missionary Executive Council (MEC) delegiert. Dieses Komitee hat seine Wurzeln im Radio-, Werbe- und Missionsliteraturkomitee, das in den 1930er Jahren unter dem Vorsitz von Stephen L. Richards und Gordon B. Hinckley als Exekutivsekretär gegründet wurde. In den späten 1940er Jahren hatten Richards und Hinckley die gleichen Positionen inne, wobei Hinckley im Wesentlichen die Aufgaben erfüllte, die später von der Missionsdepartment der Kirche übernommen wurden.
In den frühen 1970er Jahren bestand das Missionary Executive Council (Exekutivrat für Missionarsangelegenheiten) aus Spencer W. Kimball, Gordon B. Hinckley, Thomas S. Monson und Bruce R. McConkie, und allen Mitgliedern des Kollegiums der Zwölf Apostel. L. Tom Perry war der Vorsitzende bis in die späten 2000er Jahre. Er wurde dann von Russell M. Nelson abgelöst. Mit Stand August 2015 sind die meisten Mitglieder des Rates unbekannt. Historisch waren immer zwei Apostel, ein Mitglied der präsidierenden Bischofschaft und der Executive Director der Missionsabteilung, der normalerweise ein Mitglied des ersten Kollegiums der Siebziger ist, unter den Mitgliedern. Vor August 2015 hat David F. Evans diese Funktion innegehabt. Im August 2015 wurde bekannt gegeben, dass Bonnie L. Oscarson, Präsidentin der Jungen Damen der Kirche, als erste Frau in den Mission Executive Council berufen wurde.
Die Missionsabteilung der Kirche arbeitet unter der Führung des Mission Executive Council. Die Missionarsabteilung der Kirche entwickelt keine Richtlinien, sondern setzt diese um. Sie leitet die Missionen der Kirche, zu denen auch 9 Missionarsschulen sowie zahlreiche Besucherzentren und historische Stätten gehören.

## Die Geschichte der Missionen

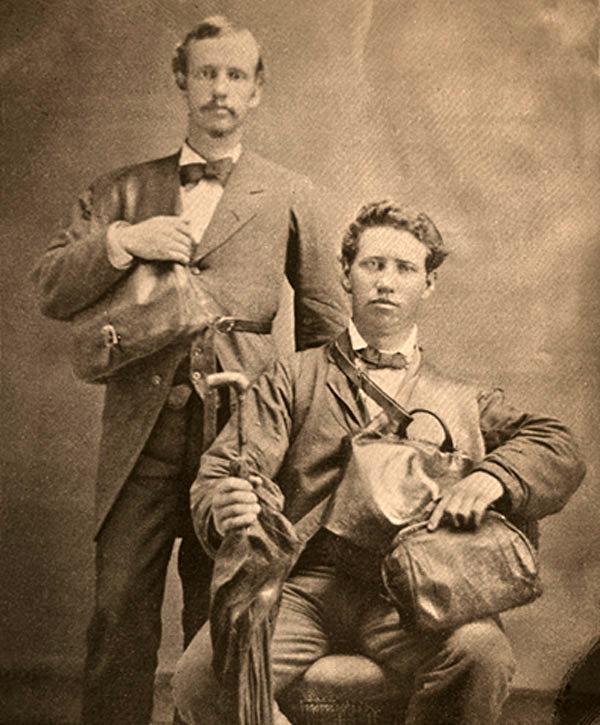
Rudger Clawson und Joseph Standing (sitzend), Missionare der Kirche Jesu Christi der Heiligen der Letzten Tage, die im Süden der Vereinigten Staaten ihre Mission erfüllen, posieren für ein Porträt im Jahr 1879. Standing wurde am 21. Juli 1879 in der Varnell Station, Georgia, von einem anti-mormonischen Mob ermordet.

Der Titel der „Erste Mission“ wird der Britannien Mission gegeben, die heute als Vorläufer der England London Mission gilt. Diese wurde unter Heber C. Kimball im Jahr 1837 gegründet.
In Kanada und den Vereinigten Staaten gab es bereits davor Missionsarbeit, aber die Missionstätigkeit war nicht in speziellen Missionen organisiert. Die Arbeit der Britannien Mission begann in Preston, England, zu einem großen Teil deshalb, da einer der Missionare, Joseph Fielding, dort einen Bruder hatte, der seine Kapelle den Missionaren zum Predigen zur Verfügung stellte.
Später predigten die ersten Missionare häufig in den Räumlichkeiten, die auch von der Temperance Society genutzt wurden. Der erste Bekehrte in der Britischen Mission war George D. Watt, der später eine wichtige Rolle bei der Herausgabe des Journal of Discourses spielte.
Im ersten Jahr wurde der Hauptsitz der Mission nach Manchester verlegt. 1840 kehrte er zurück nach Liverpool, damit die Missionsleitung die Organisation der Auswanderung der Mitglieder der Kirche Jesu Christi der Heiligen der Letzten Tage nach Amerika organisieren konnte. Als 1929 die Britische Mission von der Europäischen Mission getrennt wurde, wurde auch der Hauptsitz nach Birmingham verlegt. Um das Jahr 1930 wurde schließlich der Hauptsitz nach London verlegt, da die Kirche zu dieser Zeit ihre Mitglieder nicht mehr zur Auswanderung aus England ermutigte.

### Missionen in den Vereinigten Staaten und Kanada
Obwohl Missionare in vielen Teilen der Vereinigten Staaten von Amerika von 1830 an tätig waren, gab es dort bis 1839 keine formale Missionen. 1839 wurde schließlich die erste Mission in New York City unter der Leitung von John P. Greene gegründet. Trotzdem fuhren Missionare damit fort, außerhalb ihres angestammten Missionsgebietes zu missionieren.
Mit der Auswanderung der Hauptgruppe der Mitglieder der Kirche in das Utah Territory und andere westliche Staaten, ging die Anzahl der Mitglieder in den östlichen Vereinigten Staaten zurück. Als Präsident der Mission im Osten der Vereinigten Staaten war Wilford Woodruff bemüht, alle Mitglieder der Kirche aus Neu-England und anderen östlichen Gebieten nach Utah umzusiedeln.
Im Jahr 1854, nach 3 Jahren der Inaktivität, wurde die Mission in den Oststaaten erneut formell organisiert. John Taylor war in dieser Zeit der Präsident der Kirche. Die Aufgabe der Mission bestand auch darin, die Auswanderung aus Europa zu überwachen, da die europäischen Mitglieder in diesem Gebiet ankamen.
In den Monaten des Sezessionskrieges schritt die Missionsarbeit in New York und den anderen Metropolen des Ostens rasch voran. Der Aufruf, sich in Utah zu versammeln, unterstützt durch die Predigten und die Führung von Orson Pratt und Erastus Snow, veranlasste viele Mitglieder, „aus Babylon zu fliehen und sich in Zion zu sammeln“.
Im weiteren Verlauf des Amerikanischen Bürgerkriegs und unter Berücksichtigung der Prophezeiungen Joseph Smiths über den Krieg verließen weitere Mitglieder den Osten der Vereinigten Staaten und sammelten sich im Utah Territorium.

#### Expansion nach dem Zweiten Weltkrieg in den Vereinigten Staaten

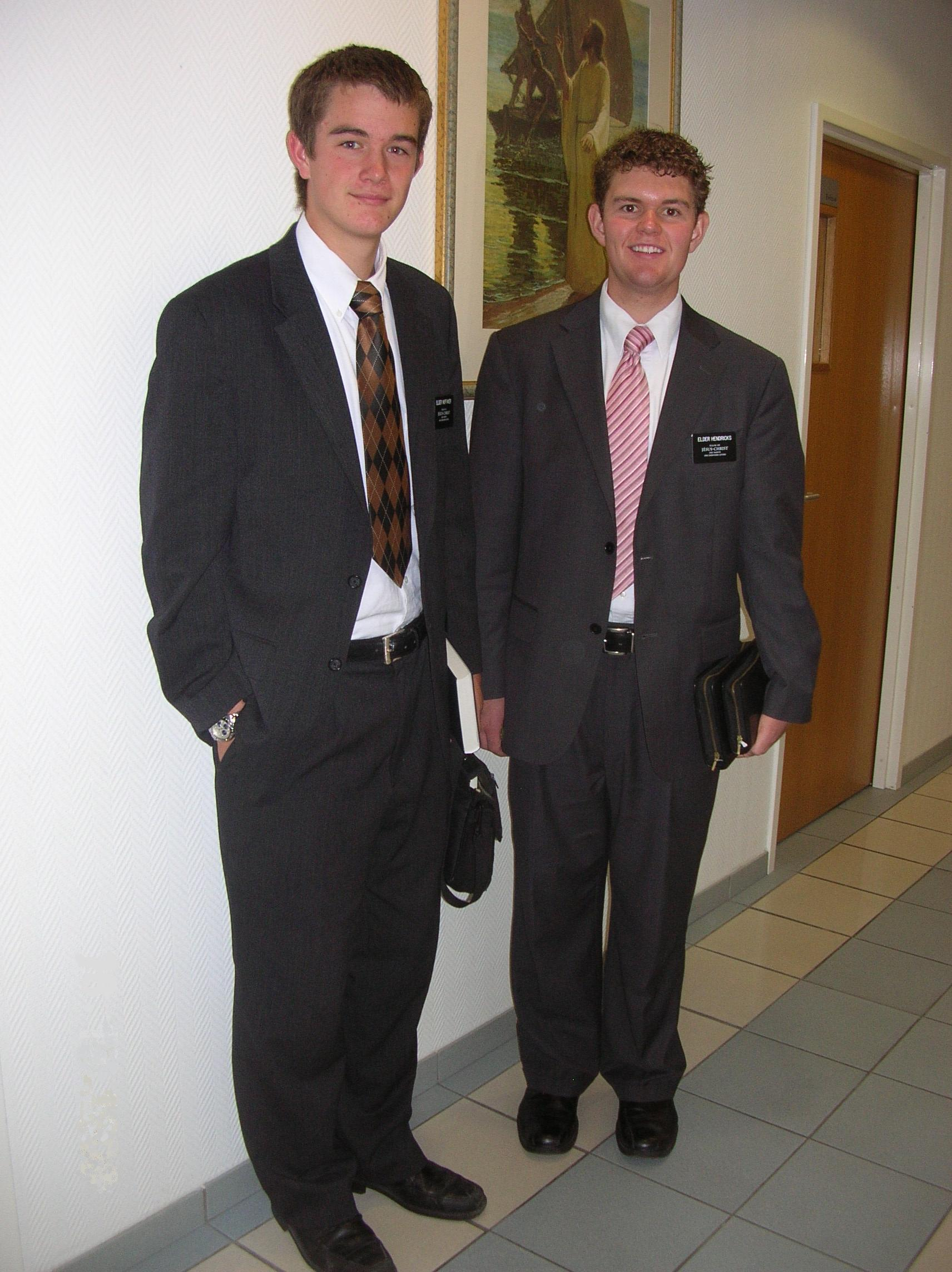
Zwei Missionare der Kirche Jesu Christi der Heiligen der letzten Tage im Jahr 2008.

1945 gab es die folgen Missionen in den USA:
- Northern California (1942)
- Navajo-Zuni (1943)
- New England (1937)
- Spanish-American (1936)
- Texas (1931)
- East Central States
- North Central States
- Western States
- Central States
- Southern States
- Eastern States
- Northern States

Im Mai 1945 wurde die Texas Mission in Texas Louisiana Mission umbenannt. Im Oktober 1947 wurde die Central Atlantic Mission in die East Central States Mission umbenannt. Diese Mission hatte ihren Sitz in Roanoke, Virginia. 1970 wurde die Mission in North Carolina-Virginia Mission umbenannt. 1974 wurde sie erneut in Virginia Roanoke Mission umbenannt. Im Februar 1992 wurde sie in die Virginia Richmond Mission umbenannt und hat nun ihren Sitz in Richmond.
1949 wurde die Great Lakes Mission gegründet. Sie umfasste die Staaten Michigan, Indiana und Ohio. Eine Mission für die zentralen Bundesstaaten wurde im Jahre 1950 organisiert. Sie umfasste hauptsächlich Montana und Wyoming. In den folgenden acht Jahren wurde keine neue Mission in den Vereinigten Staaten organisiert. Die Idee, die Missionen nach den Staaten zu benennen, für die sie zuständig waren, wurde im Jahr 1955 wieder aufgegriffen. Die Texas-Louisiana-Mission wurde in die Golf-Staaten-Mission umbenannt.